# Johannes Schmid (Apotheker)
Johannes Schmid (* 10. Juni 1842 in Geislingen an der Steige; † 25. Dezember 1923 in Tübingen) war ein deutscher Apotheker. 

## Leben
Schmid begann 1856 in Giengen an der Brenz mit der pharmazeutischen Ausbildung in der Unteren Apotheke. Nach dem Gehilfenexamen war er in Wildbad, Stuttgart, Basel und Untertürkheim tätig. Von 1864 bis 1865 studierte er an der Universität Tübingen, legte dort 1867 das pharmazeutische Staatsexamen ab und war als Angestellter in Stade und Ulm tätig. Seit seinem Studium war er Mitglied der Landsmannschaft Schottland.
Nach einer Bildungsreise, die ihn 1867 nach Paris und Schweden führte, kehrte er nach Tübingen zurück und wurde für ein halbes Jahr Verwalter der Johnschen Apotheke (heute Trappsche Apotheke). 1868 kaufte er die Apotheke, welche er später seinem Sohn übergab. 1907 wurde Schmid der Titel des Hofrats verliehen. Zusammen mit Viktor von Bruns machte er 1870/71 die ersten Versuche in seinem Apotheken-Laboratorium, aus Baumwolle eine Watte herzustellen. Um eine hydrophile Watte zu erhalten, entfettete man die Baumwolle mit Äther. Später entfettete man die rohe Baumwolle mit einer 4%igen Sodalösung, in der die Baumwolle gekocht wurde. Die erste industrielle Fertigung dieser Watte wurde von dem Schweizer Unternehmer Heinrich Theophil Bäschlin (1845–1887) begonnen.
Seine Tochter Eleonore (1873–1899) war mit dem kaiserlichen Hofarzt Edmund Dipper verheiratet.